# Виру (народ)
Виру (вир. võrokõsõq, ест. võrukesed, фин. võrolaiset) јесу становници Вируме (Вана Вирума), региона југоисточне Естоније (окрузи Виру и Полва се простиру до округа Валга и Тарту). Овај термин се посебно употребљава за истицање регионалног идентитета. Око 70.000 људи живи у историјском региону Вируме, али има много оних који се изјашњавају као припадници ове заједнице иако живе ван те територије. Већина њих је у Тарту и Талину.